# Einville-au-Jard
Einville-au-Jard is een gemeente in het Franse departement Meurthe-et-Moselle in de regio Grand Est. De plaats maakt deel uit van het arrondissement Lunéville en sinds 22 maart 2015 van het kanton Lunéville-1, toen het kanton Lunéville-Nord, waar Einville-au-Jard daarvoor deel van uitmaakte, werd opgeheven. De gemeente telde 1.062 inwoners op 1 januari 2022.

## Geografie
De oppervlakte van Einville-au-Jard bedroeg op 1 januari 2022 16,98 vierkante kilometer; de bevolkingsdichtheid was toen 62,5 inwoners per km².

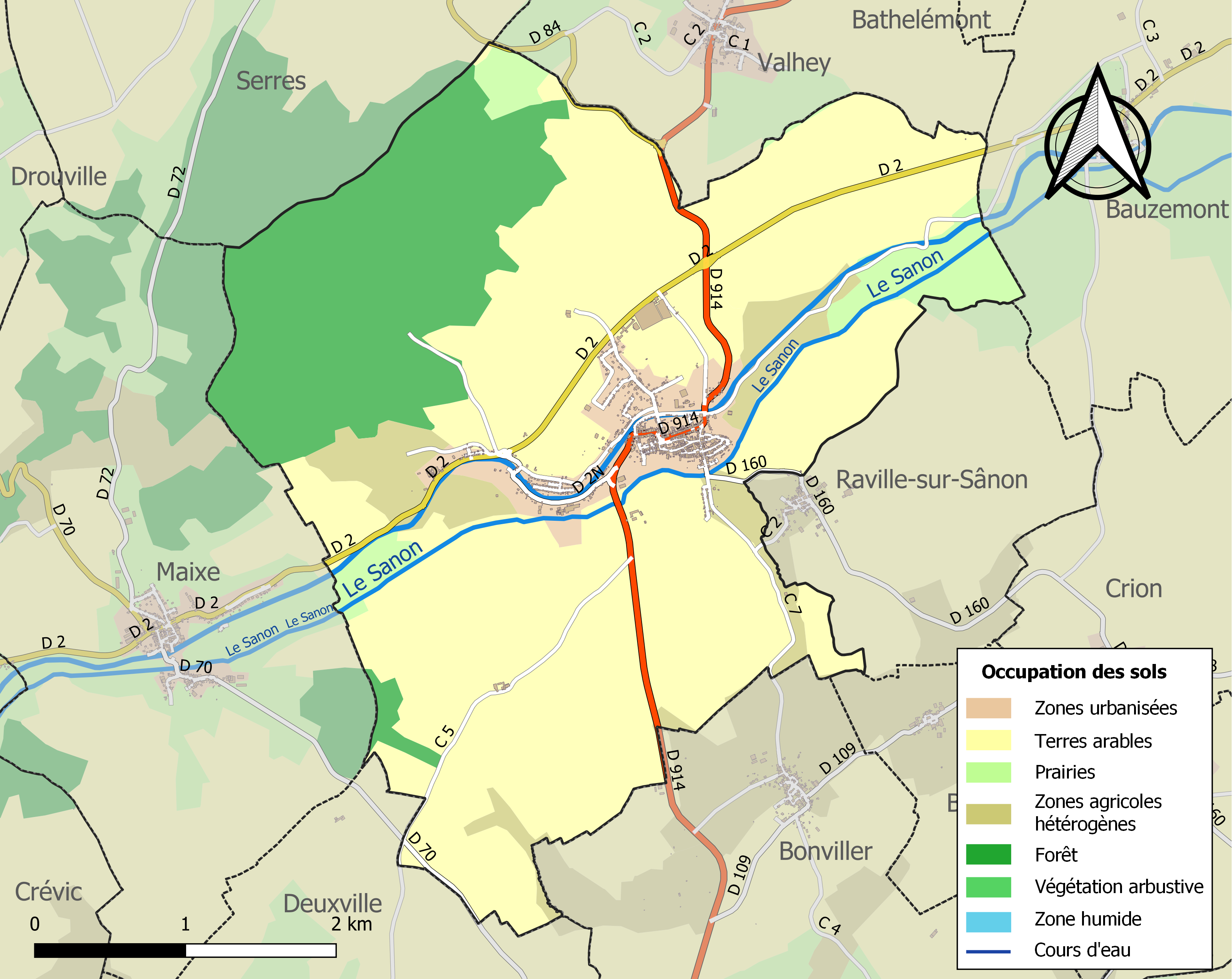
Kaart van de gemeente met de belangrijkste infrastructuur, bodemgebruik en omliggende gemeenten

## Demografie
De figuur toont het verloop van het inwonertal (bron: INSEE-tellingen).